# アクション仮面
『アクション仮面』（アクションかめん）は、臼井儀人の漫画作品『クレヨンしんちゃん』およびその派生作品に登場する架空の特撮番組（劇中劇）、および同作品のヒーローの名前。そして、『月刊アクション』で連載されている作品のことも指す。

## 劇中劇としてのアクション仮面
『クレヨンしんちゃん』では、『アクション仮面』のエピソードだけで丸々一話使うこともある（劇中劇であることを証明するために、最後にテレビを見ている野原しんのすけが出る）。しんのすけにとっては憧れのヒーローである。
制作はテレビ朝顔。
同じ特撮作品として『スーパーバイカーリュウ』が存在する。アクション仮面と同じ製作会社かは不明。

### 劇中劇としての登場キャラクター
くわしくはクレヨンしんちゃんの登場人物一覧#テレビ、アニメ、特撮関係を参照。

#### 本家・アクション仮面
郷 剛太郎（ごう ごうたろう） / アクション仮面（アクションかめん）
声 - 玄田哲章
物語の主人公。「郷 剛太郎」の名前は、役名・俳優名ともに同名。武術の達人。アクション仮面に変身して地球の平和を守るために戦い続ける。変身後のアクション仮面については後述。
桜 ミミ子（さくら ミミこ）
声 - 小桜エツコ
作中のヒロイン兼アクション仮面のパートナー、幾度と無くピンチに遭うがそのたびアクション仮面に助けられる。
アクション仮面にアクションビームのエネルギーを送ったり、自身が「アクション美少女仮面」に変身し、悪者をやっつけたこともある。
「エアコンがこわれたゾ」ではアクション仮面に小籠包を渡し、アツアツおでんマンの撃破に貢献した。
アニメ本編では、おケイおばさんのいとこの「最上川ふみえ」というミミ子にそっくりな人物が登場している。
また2017年からスタートしたAmazonオリジナルアニメ「クレヨンしんちゃん外伝 お・お・お・のしんのすけ」では、小学生という設定でヒロインとして登場。名前は「桜ふみえ」。海に面した田舎町で暮らしており、変わりない日常に退屈を感じていたところ妖怪が起こす怪異に巻き込まれる。
桜リリ子
声 - 小桜エツコ
映画『アクション仮面VSハイグレ魔王』のみ登場し、ミミ子の双子の姉である。しんのすけの暮らす地球とは違う別の次元に存在する地球に住み、アクション仮面の良きパートナーでかつ北春日部博士の助手である。ミミ子と同じくセーラー服姿が特徴であるが、襟のラインとスカート、スカーフの色が異なる。
郷博士（ごうはかせ）
声 - 納谷六朗
アクション仮面を開発した博士。劇場版では飲み屋の親父に変装していた。

#### アクション仮面MUSUME
アクション仮面の第2シリーズとして放映されている作品。なお、この項のキャラクターは、アニメには登場していない。
八潮 ミサト（やしお ミサト） / アクション仮面ムスメ（アクションかめんムスメ）
運動能力・頭脳共に優秀な、正義感の強い19歳・女。別名「最強のニート」。継母がいるが母親とは思えず心を閉ざしている。
単独で悪党と戦うなど正義感と気の強い性格で、その素質をABKに見抜かれ、休養することになったアクション仮面の後継「アクション仮面ムスメ」に選出される。
当初はアクション仮面の後継に選出された事を良く思っていなかったが、父親の事件を機に気が変わり、ヒーローになる事を決意する。
当初はテレビアニメという設定だったが、後に現実世界の出来事という設定に代わり、作中にしんのすけも登場するようになった。しかし、研究所までストーカーされたり（これで正体がバレた）、家に転がり込まれたりと好き勝手されているので快く思っていない。
飯能博士（はんのう）
アクション仮面バックアップ研究所・ABKの所長。本業はタタミ屋。
自称「エロ博士」で、変身の器具がブラジャーだったり、乳首から放出される必殺技「ムスメチクビーム」など、スケベな面も多く見られる。ミサトから苦情が来たが「これが楽しみでやってるんだ」と完全に開き直っている。
発明品は「アクション仮面ムスメ変身ブラ」や、人体の自然治癒力を高める医療器具など。
吹上助手（ふきあげ）
飯能博士の助手。本業はフリーター。
漫画家志望で4コマ漫画を描いているが、ミサトからコメントを濁されるほどの酷い出来栄え。
しんのすけがABKを訪れた際には、口止め料として飯能博士のゴディバチョコを与えた。

#### ブラックメケメケ団
戦闘員
ブラックメケメケ団のしたっぱ戦闘員。顔に黒に白文字でアルファベットの「B」が書いており、掛け声も「ビー、ビー」である。
ウミウシ長官ビジョー
声 - 玉川紗己子
ブラック四天王の1人で女性幹部。ウミウシの姿をしているが四天王の中で身体つきや顔つきは人間に最も近い。
幹部の中では最初にアクション仮面と戦った。アクションビームによって敗死。
チンパン総督モンキッキ
声 - 龍田直樹
ブラック四天王の1人で猿の姿をしている幹部。筋肉隆々の強化形態も有する。
アクションビームを破る強敵だったが決戦時にはスーパーアクションビームの前に敗れる。
劇場用作品『アクション仮面VSアクション仮面』には息子の暴走リーダーヤンキッキが登場。
カマキリ将軍ギリギリ
声 - 鈴木みえ、京田尚子、田中奏多
ブラック四天王の1人でカマキリの姿をした女性幹部。カマからスペルゲンバリアーを展開できる。
ズビズバと共にミミ子を人質にとり、アクション仮面をおびき出した。スペルゲンバリアーによって、アクションビームは防いだが新技であるアクションビームボールの前に残りの戦闘員共々敗北。
イグアナ大臣ズビズバ
声 - 坂東尚樹
ブラック四天王の1人でイグアナの姿をしている幹部。武器は剣でズビズバビームを放つことも可能。
ギリギリと共にミミ子を人質にとり、アクション仮面をおびき出した。ギリギリと残った戦闘員が倒された後、ミミ子を腕に拘束した状態からズビズバビームを放ち、一方的にアクション仮面をいたぶるがミミ子に腕を噛まれた痛みで脱出された後、アクションビームボールを一度は剣で受け止めるものの防ぎきることはできず「ブラックメケメケ団に栄光あれーっ!!」と言い残して爆死し敗れ去った。
メケメケZ
声 - 青野武、間宮康弘
ブラックメケメケ団首領。厳格ながらも部下思いでカリスマ性も高く、煙草やコーヒーを嗜んだりと人間臭い面も多い。
アクション仮面と互角以上の力の持ち主で両腕から放つブラックビームやアクションビームボールを小型化したようなエネルギー弾を使用。
アクション仮面との直接対決ではアクション仮面を追い詰めながらもフルパワーのアクションビームボールによって倒されるが、それは実力が10分の1のレプリカロボットだった。
その後もアクション仮面と幾度となく交戦し、奪取したアクション仮面用のパワーアップユニットでパワーアップした際にはアタッチメントパーツを装着してのアクションウルトラハイパースペシャルビームにフルパワーのブラックビームを放ち、壮絶な撃ち合いの末に敗北。アクション仮面を称えながら散った。

#### ジミテロ団
戦闘員
ジミテロ団のしたっぱ戦闘員。ブラックメケメケ団の戦闘員とは異なり、覆面はしていない。掛け声は「ジミ」。
怪人タックル
ジミテロ団が差し向けた一人目の刺客。他人の肩にわざとぶつかる「地味なテロ」を行い、ミサトの父・シゲルを病院送りにした。
アクション仮面の弱点である腰を突くも、アクション仮面ムスメの技「ムスメ肩もみ」のもみ返しを食らい、敗れる。
敗北時は爆散しており、中身が存在するかは最後まで不明だった。
怪人バラッシー
ジミテロ団が差し向けた二人目の刺客。物語のオチをバラして回る「地味なテロ」を行い、混乱を巻き起こした。
一度はミサト（未変身）を危機に追い込むも、アクション仮面ムスメに変身したミサトに倒される。
中身は女性。かつての彼氏に映画のオチをバラされた事が原因で、それ以来オチをバラして回る事が生き甲斐となっていた。敗北後は改心し、OLとして再出発する。
ジミテロ団・ボス
ジミテロ団のボス。容姿は一切不明。
刺客が倒されると登場し、本部らしき場所から「次はアレを差し向けなさい」と指示を出している。

### メディア展開
『しんちゃん』劇中でのメディア展開。劇場版などは、あくまでも『クレヨンしんちゃん』世界における劇場版（作中作）であり、実在のクレヨンしんちゃん (アニメ)#映画とは異なる（実在の映画では『アクション仮面VSハイグレ魔王』）。
テレビシリーズ
しんのすけたちが見ているテレビ番組。ブラックメケメケ団との戦いで一度最終回をむかえる。
劇場版
「アクション仮面VSハイグレ魔王」「アクション仮面VSアクション仮面」「アクション仮面最大の危機」「アクション仮面 南海ミレニアムウォーズ」など。
オリジナルビデオ
「アルプスのアクション仮面」「アクション仮面の小さい秋みーつけた 甘栗男の反逆」など。
ヒーローショー
アクション仮面主演のショー、そこで初めてしんのすけと出会う。それ以降は顔見知りになる。

### 主題歌
アクション仮面の唄
作詞：本郷満／浅田有理、作曲：荒川敏行、編曲：飛沢宏元
歌：アクション仮面with祐天寺少年少女合唱団
サントラCD「クレヨンしんちゃん」、「クレヨンしんちゃん スーパー・ベスト 30曲入りだゾ」に収録。

### キャラクターグッズ
アクション仮面パンツ
アクション仮面が描かれた子供用パンツ。しんのすけが憧れている人物（大原ななこなど）と会う約束をしていたり、野原家で高級なものを迎え入れる前には、このパンツを勝負パンツとしてはくことが時折ある。
アクション仮面（郷 剛太郎）写真集
しんのすけが懸賞で当てたことがある。
アクション仮面スナック
アクション仮面のカードがおまけとして付いている菓子。カードには番号が表記されておりゾロ目のカードは貴重（No.11、No.22等）。特に「桜ミミ子のNo.33」のカードと「アクション仮面のNo.77」のカードはプレミア必至だが、中でも「アクション仮面のNo.99」のゴールドカードは滅多に出ていない幻と呼ばれているほどの激レアなカードである。
『アクション仮面VSハイグレ魔王』ではチョコビのおまけとして付いており、しんのすけは駄菓子屋で「No.99」のゴールドカードを手に入れたが、両親とシロと共に別次元の地球に行くきっかけとなった。
「食べちゃったので言えないゾ」ではしんのすけが母のみさえから「盗み食いしたら、2度とおやつを買ってあげない」と通告されていたにもかかわらず、みさえが隠していたスナックを勝手に食べてしまった事を語られるも、結局みさえから「ダメ」と呆れられた（同時にしんのすけはみさえからお菓子を買ってもらえなくなり、「脳天ハリセン割り」のプレゼントの応募もできずに終わる）。
アクション仮面カードホルダー
ボーちゃんが当てた景品の一つ。今まで集めたアクション仮面カードをこのカードホルダーに収納することが出来る。
アクション仮面サウンドアクション
「おまけだゾ（1993年のクリスマスSP）」に登場する玩具で、「冬の国の冒険だゾ（1993年のクリスマスSP）」の最後でしんのすけがサンタからのプレゼントとして手に入れた。様々なアクションポーズをするとアクション仮面の声がするなりきり玩具。
アクション仮面ひみつ百科
『アクション仮面VSハイグレ魔王』（1993年公開）に登場するアクション仮面の事やブラックメケメケ団の事が載っている本。映画の中では1500円で売られており、会社帰りのひろしがしんのすけの為に買った。この本によると「アクションストーンがないと、アクション仮面は元の世界に戻れない」と記されている。
アクション仮面なっとう
「納豆ゴハンを作るゾ」（第82話cパート）（1994年1月26日放送）に登場するアクション仮面の納豆。パッケージにアクション仮面が描かれており、しんのすけの好物である。
ダイヤモンドビーム
「アクション仮面のプレゼントだゾ」（第299話Bパート）（1998年12月4日放送）に登場するダイヤ型のブレスレット。ある角度に合わせると光線が発射され、どんな硬い物でも消し去る。抽選で10人に当たると手に入る。しんのすけはこれが欲しく、慌てて応募宛をビデオで録画するも、違うチャンネルに間違えてしまった為、結果的に応募はできずに終わった（その際、しんのすけがショックを受けるオチとなった）。
アクション仮面ピーマン入りソーセージ
「シール集めでがんばるゾ」（第392話Bパート）（2001年4月13日放送）に登場するアクション仮面のソーセージ。
エレキガードベルト
「シール集めでがんばるゾ」（第392話Bパート）（2001年4月13日放送）に登場するベルト。ピーマン入りソーセージについているシールを10枚集めると手に入る。
しんのすけはこれが欲しくてピーマン入りソーセージを何とか食べようとするものの、相変わらずピーマンが苦手なために上手くいかず、近所のスーパーの試食販売で販売員のおばさんやお客さんに何枚か譲ってもらっている（しかし結局シールを10枚全て集め、ベルトを手に入れたのかは不明）。
脳天ハリセン割り
「食べちゃったので言えないゾ」（第412話Aパート）（2001年9月21日放送）に登場するハリセン型のアイテム。アクション仮面スナックの袋についているAマークを3枚集めると手に入る。上記の通り、しんのすけがスナックを勝手に食べてしまった事をみさえから呆れられ、応募はできずに終わった。
アクション仮面変身セット
子供用のアクション仮面のコスチューム一式。よくしんのすけがこれを着てアクション仮面ごっこをしていることがある。映画『アクション仮面VSハイグレ魔王』ではチョコビのおまけで付いてくるアクション仮面カードをNo.100まで集めるとこの商品が貰えるキャンペーンを行っていた様子が描かれていたが、エピローグでアクション仮面が別次元の地球を救ったお礼としてしんのすけに託された。なお、この商品は一時期発売された事もあった。
シュワッとぼーる
「お風呂でシュワっとするゾ」（646話Aパート）（2008年10月31日放送）に登場するボール型の入浴剤。中身にはフィギュアが入っており、全部で12種類ある。しんのすけが両親から「一日一個」と通告されるも、我慢できず調子に乗って、入浴剤を一気に大量に使ってしまう（結局最後はみさえにお尻叩きされるオチとなった）。
アクション仮面ひみつファイル
「ご本のおつかいだゾ」（第649話Aパート）（2008年11月28日放送）に登場する本。本来ならしんのすけはみさえから頼まれた雑誌「女性イレブン」を買う予定だったが、我慢できずに買ってしまう。その後、しんのすけはこの本を買ってしまった事をみさえに隠蔽するも、結局最後はバレて怒られるオチとなった。
アクション仮面冷凍麺
「CMが見たいゾ」（第811話Aパート）（2013年8月23日放送）に登場するアクション仮面のラーメン。「無敵のガッツガッツ製麺」が提供している。中にはアクション仮面の絵が入ったかまぼこと卵が入っている。更にはキャンペーンまでやっているらしい。
アクション仮面ラーメンどんぶり
上記の「アクション仮面冷凍麺」の応募品で、アクション仮面の絵がのったどんぶり。しんのすけがこれが欲しいと言うが、このどんぶりは応募券を10枚集めないといけない。少し手に入れるのが難しいどんぶりである。

## キャラクターとしてのアクション仮面
公共道徳に厳しい。その正体は別次元で活躍する正真正銘の超人であり、テレビに出演するために本次元にやってきた。

### 必殺技・他
- 必殺技は両手の甲から発する「アクションビーム」。他超人的なパワーを有す。
- 他には「アクションパンチ」「アクションキック」「アクションビームボール」「アクションスライサー」「アクションリングシュート」。また、しんのすけがアクション仮面の技を応募して採用された「アクション・ローリング・サンダー」、「アクションロータリーシューティングスター」[6]、「アクショングリグリ」[7]という技もある。
- 勝利のときは手を挙げ、高らかに「ワッハハハハハ!」と笑う。これはしんのすけのお気に入りのポーズ。
- 加熱する戦いから、強敵と戦う為に「アクション仮面Z」さらに「アクション仮面フィーバー（777）」へと次々パワーアップを果たすが、安易なパワーアップ合戦を自ら戒め、普通のアクション仮面に戻り現在に至る。
- 原作初期ではマントを羽織っており、胸に大きくAの文字が入っていた。

## 別次元のアクション仮面
『アクション仮面VSハイグレ魔王』の設定では「アクション仮面はしんのすけたちのいる世界のパラレルワールドで、実在のヒーローとして戦っている」とされていた。
郷 剛太郎（ごう ごうたろう） / アクション仮面（アクションかめん）
声 - 玄田哲章
武術の達人。しんのすけたちのいる世界で「アクション仮面」に出演しているが、実は別次元で本物のヒーローとして戦っている。アクション仮面に変身して地球の平和を守るために戦い続ける。変身後のアクション仮面については後述。
桜 ミミ子（さくら ミミこ）
声 - 小桜エツコ
しんのすけたちのいる世界で「アクション仮面」に出演しているが、実は別次元で本物のヒーローのパートナーとして戦っている。
桜 リリ子（さくら リリこ）
声 - 小桜エツコ
映画『アクション仮面VSハイグレ魔王』のみ登場し、ミミ子の双子の姉である。しんのすけの暮らす地球とは違う別の次元に存在する地球に住み、アクション仮面の良きパートナーでかつ北春日部博士の助手である。ミミ子と同じくセーラー服姿が特徴であるが、襟のラインとスカート、スカーフの色が異なる。
北春日部博士（きたかすかべはかせ）
声 - 増岡弘
アクション仮面を開発した博士。

## 臼井儀人作品への登場
「アクション仮面」という名前は臼井儀人のデビュー作である『だらくやストア物語』で既に登場している（『だらくや』と『クレヨンしんちゃん』は『週刊漫画アクション』で連載されていた）。この時登場した際の姿は『クレヨンしんちゃん』のアクション仮面とは異なっている。

### テレビアニメ『クレヨンしんちゃん』
「おつかいに行くゾ」
第1話（1992年4月13日放送）。アニメにおけるアクション仮面の初登場話。原作では未登場だが、第1話であるためアニメオリジナル部分に同じく未登場だったミミ子と登場している。アクション仮面終了後に同じく未登場だったひろしも第1話のため登場している。
「アクション仮面を見るゾ」
第3話（1992年4月27日放送）。原作におけるアクション仮面の初登場話だが、単行本未収録。
「アクション仮面に会うゾ」
第17話（1992年8月17日放送）。アクション仮面のヒーローショーの話。
「アクション仮面とXマスだゾ」
第32話（1992年12月21日放送）。
「アクション仮面スペシャルだゾ」
TVスペシャル（1992年12月28日放送）。再放送は特別番組（1995年1月2日放送）。
「アクション仮面が最終回!だゾ」
TVスペシャル（1993年4月5日放送）。再放送は特別番組（1995年1月2日放送）。
「アクション仮面の映画を見るゾ」
TVスペシャル（1993年12月20日放送）。アクション仮面の映画（「アクション仮面VSアクション仮面」）の話。
「アクション仮面に再会だゾ」
第105話（1994年8月8日放送）。
「父ちゃんの禁煙だゾ」
第112話（1994年8月29日放送）。
「アクション仮面絶体絶命だゾ」
TVスペシャル（1994年9月26日放送）。
「アクション仮面 悪の天才! ツバインバッハ」
第174話（1996年1月22日放送）。
「アクション仮面 最大の危機! あばかれた弱点」
第178話（1996年2月19日放送）。
「荒野のカスカベウエスタンだゾ」
第497話（2004年5月1日放送）。劇場第12作『クレヨンしんちゃん 嵐を呼ぶ!夕陽のカスカベボーイズ』の宣伝も兼ねての放送で、西部劇のような世界で「アクション鉄仮面」という映画が幼稚園で放送されていた。

### 劇場版『クレヨンしんちゃん』
『クレヨンしんちゃん アクション仮面VSハイグレ魔王』
第1作目。俳優の郷剛太郎はパラレルワールドからこちらの世界の悪を倒す為にやってきた本物のアクション仮面であり、パワーの源「アクションストーン」を取り戻す過程でしんのすけ達と力をあわせて戦った経緯がある。この劇場版で作った設定はTVにも引き継がれ、しんのすけとみさえが同人誌即売会へ行った話で、知り合いであることに触れているのと、劇場へ「アクション仮面の映画+舞台劇」を観に行った時も、お互いの出会いを前提に演出していた。
『クレヨンしんちゃん ヘンダーランドの大冒険』
第4作目。
『クレヨンしんちゃん 嵐を呼ぶジャングル』
第8作目。第1作と異なり、アクション仮面は普通の人間で役者・郷剛太郎が演じるキャラクターへと扱いが変わった（ただし、しんのすけとの顔見知りの設定は引き継がれている）。
『クレヨンしんちゃん 嵐を呼ぶ 栄光のヤキニクロード』
第11作目。
『クレヨンしんちゃん 伝説を呼ぶブリブリ 3分ポッキリ大進撃』
第13作目。
『クレヨンしんちゃん 嵐を呼ぶ 歌うケツだけ爆弾!』
第15作目。
『クレヨンしんちゃん ちょー嵐を呼ぶ 金矛の勇者』
第16作目。
『クレヨンしんちゃん 超時空!嵐を呼ぶオラの花嫁』
第18作目。20年後の世界ネオトキオにて未来のしんのすけがアクション仮面のコスチュームを身にまとい、敵中に向かう場面がある。類まれなる身体能力を駆使したアクションも見られ、単に外見だけ似せたのでは無い事も窺わせる。
『クレヨンしんちゃん 嵐を呼ぶ黄金のスパイ大作戦』
第19作目。しんのすけにビデオレターを送り、彼をアクションスパイに任命させる。しかしこの作品に登場するアクション仮面はしんのすけをヘガデル研究所に誘き寄せるために用意された偽物であり、正体はただの雇われアルバイトだったが、声質だけは本物と全く同じ。
『クレヨンしんちゃん 嵐を呼ぶ!オラと宇宙のプリンセス』
第20作目。
『クレヨンしんちゃん もののけニンジャ珍風伝』
第30作目。

## スピンオフ作品としてのアクション仮面
『月刊アクション』創刊号（2013年5月25日発売）から『月刊アクション』2015年7月号（2015年5月25日発売）まで、『アクション仮面』を連載した。作者は西脇だっと。また、タイトルには「His fist breaks only the mind of hate」の副題が添えられている。『クレヨンしんちゃん』本編と違い完全なシリアスストーリーとなっている。後に掲載雑誌が同じ「小林さんちのメイドラゴン」においてもアクション仮面が名前のみ登場している。
同誌創刊号を始め複数回にわたって表紙を飾った他、実写のCMも作られるなど、同誌のイメージ・キャラクター的な存在になっていた。
なお、劇中劇の設定である八潮ミサトと別次元に実在する北春日部博士が登場するなど、上述の劇中劇としての設定とも別次元のヒーローとしての設定とも異なる。
- 臼井儀人（キャラクター原作） / 西脇だっと（作画） / アクション仮面プロジェクト（ストーリー） 『アクション仮面』 双葉社〈アクションコミックス〉、全5巻
  1. 2014年1月10日発売[10]、ISBN 978-4-575-84329-3
  2. 2014年4月10日発売[11]、ISBN 978-4-575-84379-8
  3. 2014年10月10日発売[12]、ISBN 978-4-575-84502-0
  4. 2015年3月10日発売[13]、ISBN 978-4-575-84586-0
  5. 2015年8月10日発売[14]、ISBN 978-4-575-84665-2

### スピンオフ作品としてのあらすじ
「憎しみの種」を植え付けられた人間は、憎しみを募らせ、ついには怪人に変身してしまう。そんな怪人による事件が埼玉県で頻発するようになっていた。
人々に危害を加えるようになった怪人を討ち倒すのではなく、怪人の攻撃を受けつつ一切反撃はせずに言葉だけで説得する仮面の男がいた。その男こそが、アクション仮面である。
怪人たちは、アクション仮面の言葉に反応し自責の念などを引き起こすと体内の「憎しみの種」の在り処が顕になる。その時、アクション仮面は「憎しみの種」に向かってアクションビームを放つ。 

### スピンオフ作品としての登場キャラクター
郷 剛太郎（ごう ごうたろう） / アクション仮面
主人公の1人。アクション仮面に変身する目付きの悪い青年。記憶喪失になっており自分の過去を知らない。
体内に「憎しみの種」を抱えており、それがアクション仮面の力の元でもある。そのため、郷が拳を振るったり「憎しみの連鎖」を行うと体内の「憎しみの種」が活性化してしまう（警官が怪人に対し攻撃を加えた場合、怪人の憎しみが増し、怪人がより凶暴化する）。
八潮 ミサト（やしお ミサト）
主人公の1人。小学生。偶然アクション仮面と怪人の戦いに巻き込まれていく。
粗暴な性格で名前と思われた名字と乱暴な口調と常に帽子を被っている為に一見短髪の少年に見えるが、実は長髪を帽子にしまった少女。
『クレヨンしんちゃん』本編では『アクション仮面MUSUME』で登場している主人公で、子供ではなく男勝りの大人の女性。
北春日部博士（きたかすかべはかせ）
アクション仮面の活動を補佐する博士。ABKのトップ。怪人に関する事件については警察と同等の権限を与えられている。
吹上（ふきあげ）
ABKの一員。アクション仮面の新型スーツの開発などを行っている。
ミミ子
ABKの一員。記憶を失った郷に思いを寄せ、また郷が記憶を取り戻すことで憎しみに飲まれてしまうことを心配する。
コミックス4巻では新型スーツを身にまとい、ダーク仮面と対決する。
パル
郷に寄生している精神生命体。
ダーク仮面
アクション仮面のスーツに似たスーツを着用する怪人。人々に「憎しみの種」を植え付け怪人化させてゆく。